# Monde des sorciers de J. K. Rowling
Wizarding World
Ne doit pas être confondu avec les parcs d'attractions « The Wizarding World of Harry Potter ».
Le monde des sorciers,, (en anglais : Wizarding World) est un univers étendu créé par la romancière britannique J. K. Rowling. L'appellation (anciennement en anglais : J. K. Rowling's Wizarding World) est créée en 2016, et coïncide avec la sortie de la pièce de théâtre Harry Potter et l'Enfant maudit et du film Les Animaux fantastiques.
Selon le producteur David Heyman, le monde des sorciers de Rowling regroupe deux univers magiques distincts : L'univers de Harry Potter et l'univers des Animaux fantastiques,. L'univers de Harry Potter se situe majoritairement dans les années 1990 au Royaume-Uni et est relatif à la série romanesque Harry Potter (1997 à 2007) et à la pièce de théâtre dérivée (2016). Celui des Animaux fantastiques, situé entre 1926 et 1945 dans plusieurs pays différents, est relatif à la série dérivée de films Les Animaux fantastiques (depuis 2016).
Les histoires du monde des sorciers ont plusieurs aspects communs, notamment l'utilisation de baguettes magiques et certains sortilèges. Les deux univers possèdent en revanche leur propre système politique et social, du fait de leur époque et environnement différents, mais les événements sont intégrés dans une même chronologie et quelques personnages présents dans les deux séries, comme Albus Dumbledore, servent de « passerelles » entre les deux histoires principales.
Plus largement, le « monde des sorciers » comprend l'ensemble des produits de la franchise officielle depuis 1997 (publications, films, jeux vidéo, parcs à thème, etc.), même si ces produits ne sont associés à ce nom qu'entre 2016 et 2024. En octobre 2024, la franchise est renommée simplement « Harry Potter ».
Heyday Films a produit dix films depuis 2001, comprenant l'ensemble des films Harry Potter et les trois premières parties du spin-off des Animaux fantastiques en 2016, 2018 et 2022. Les films adaptés du monde des sorciers ont collecté plus de 8,5 milliards de dollars au box-office mondial, ce qui en fait, en 2022, la quatrième plus grande franchise cinématographique de tous les temps (la deuxième jusqu'en 2017).

## Univers

### Histoires et contextes

#### Harry Potter

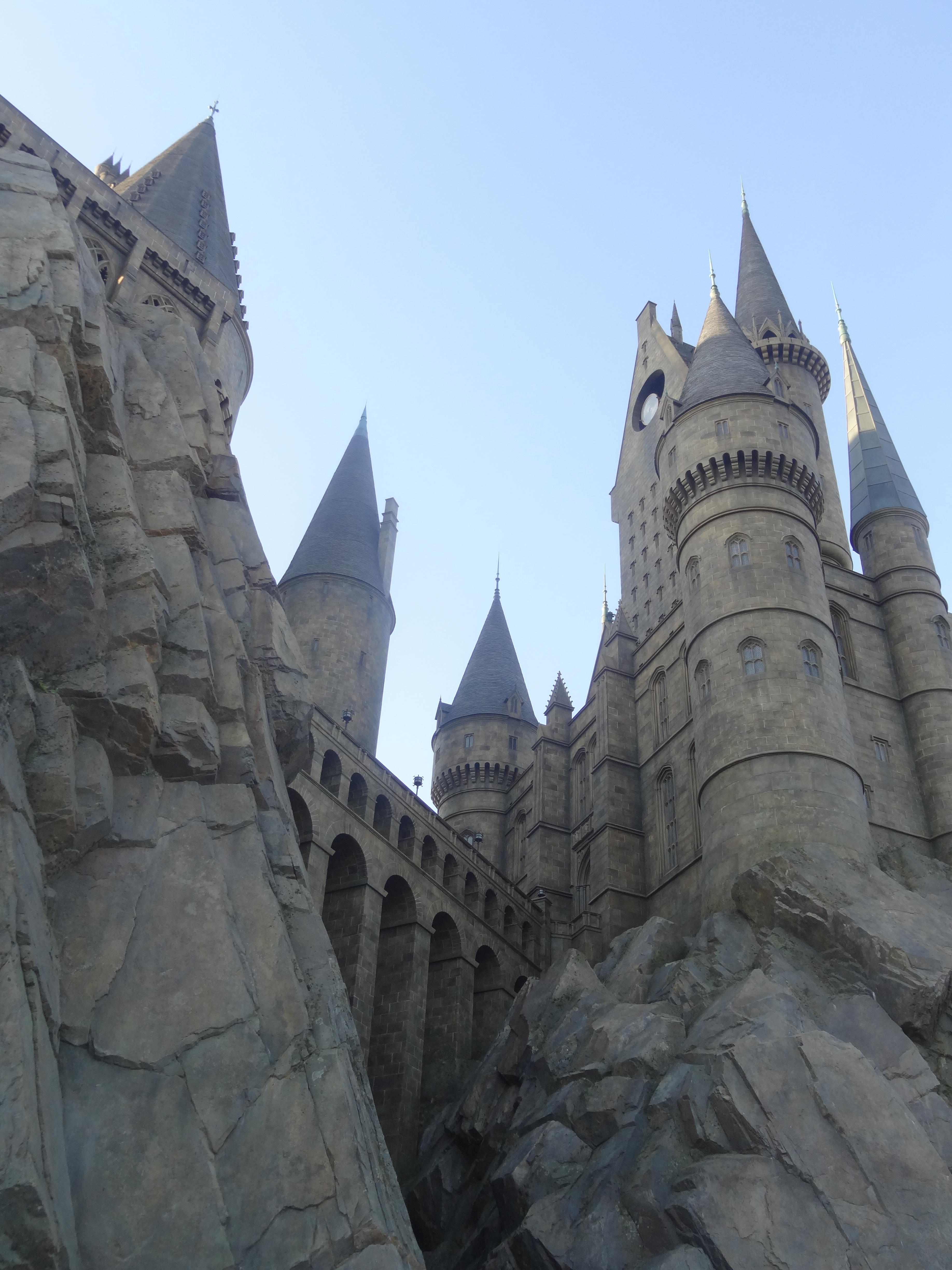
La vision cinématographique du château médiéval de Poudlard.

L'histoire des sept romans Harry Potter est la première à être publiée (dès 1997), bien que son intrigue se situe à une époque plus tardive de la chronologie du monde des sorciers. L'histoire se déroule dans le Royaume-Uni des années 1990,, à l'époque de la démocratisation d'Internet et de l'engouement pour les « nouvelles technologies », qui se ressentent à travers le mode de vie des principaux personnages dépourvus de pouvoirs magiques de l'histoire (les Moldus). L'enfant héros orphelin et timide, Harry Potter, évolue tout d'abord au sein de sa famille adoptive moldue peu scrupuleuse ni hospitalière. L'enfant apprend ensuite son appartenance à la communauté magique et découvre l'existence d'un monde parallèle que les Moldus ne peuvent apercevoir.
Chaque roman, qui comporte de nombreux aspects du roman d'apprentissage,, relate une année scolaire passée au château de Poudlard, l'école de sorcellerie dirigée par Albus Dumbledore, où le garçon va vivre la plus grande partie de ses aventures aux côtés de ses amis Ron Weasley et Hermione Granger. Ils peuvent être assimilés au genre littéraire britannique des époques victorienne et édouardienne, relatant la vie en internat dans les écoles publiques britanniques.
L'intrigue principale de la série met en scène le combat de Harry contre Lord Voldemort, un mage noir à la recherche de l'immortalité ayant autrefois assassiné ses parents. Tandis que le premier roman, Harry Potter à l'école des sorciers, établit les bases d'un univers magique librement inspiré des contes et du folklore britannique, l'intrigue aborde au fil des romans des sujets plus profonds comme la mort ou le libre arbitre.

#### Les Animaux fantastiques

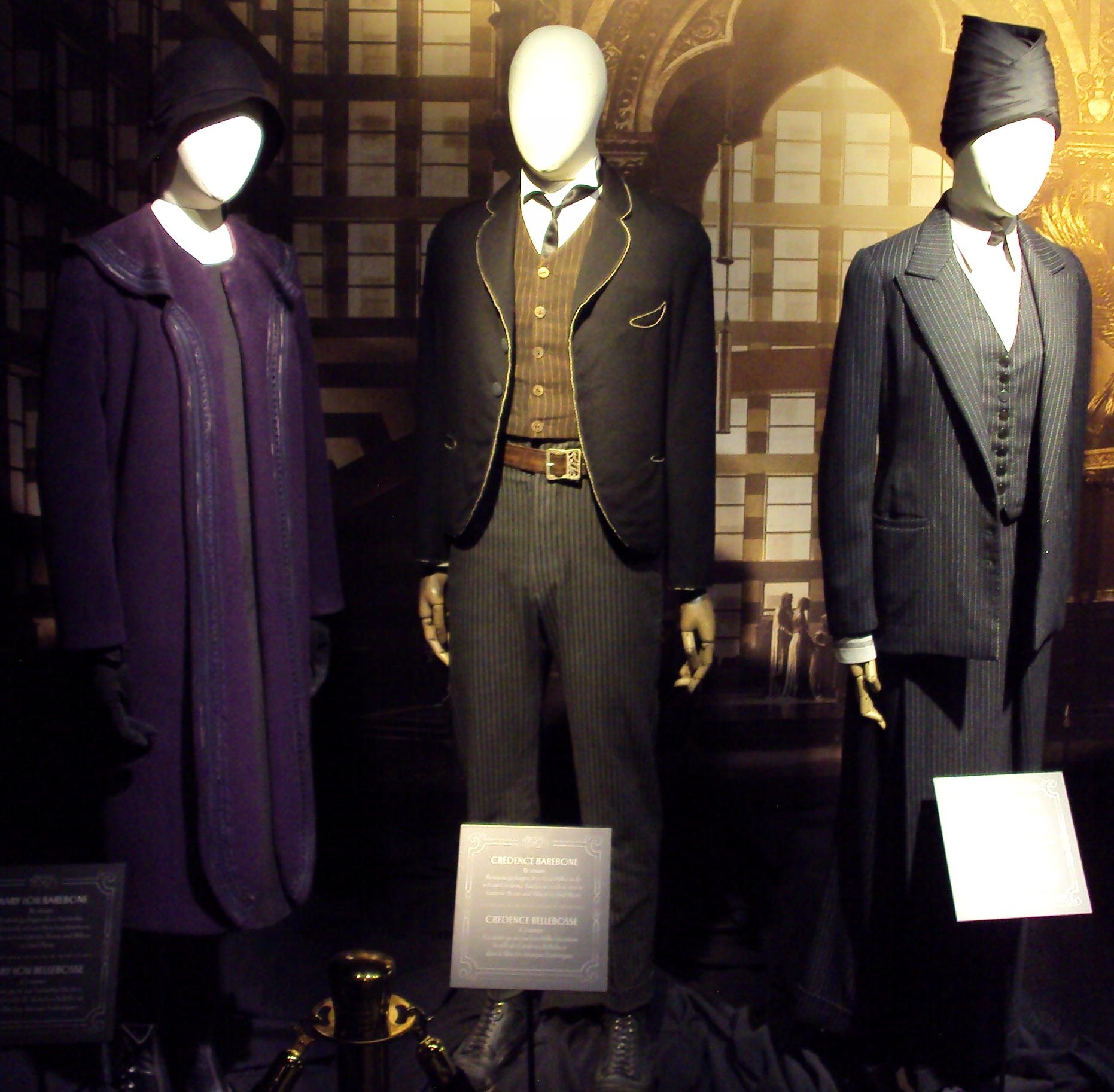
Costumes années 1920 du film Les Animaux fantastiques, conçus par Colleen Atwood.

Sur une idée du producteur Lionel Wigram, J. K. Rowling développe en 2015 pour le cinéma (d'après son propre livre-guide Les Animaux fantastiques) les aventures d'un nouveau héros, Norbert Dragonneau, au sein du même univers étendu que celui de Harry Potter. Au lieu d'écrire une nouvelle série romanesque, Rowling décide de s'occuper elle-même du script et d'écrire une nouvelle histoire en cinq parties pour le cinéma.
Il est prévu que chacun des cinq films ait lieu dans un pays différent et que l’ensemble de l'histoire couvre une période de vingt ans. Le héros adulte zoologiste, qui s'allie à deux sorcières et à un Non-Maj, évolue à la fois dans le monde magique et le monde réel parallèle « au bord de l’abîme » (durant la période de l'entre-deux-guerres). Il est chargé de veiller sur le jeune obscurial Croyance Bellebosse, en quête de son identité et particulièrement dangereux et influençable.
L'histoire s'inscrit au début de la chronologie du monde des sorciers et commence à New York en 1926, à l'époque de la Prohibition et du développement de l'architecture Art déco,. Dans l'épisode suivant, situé en 1927, le Paris de l'Art nouveau devient le lieu de refuge et de propagande de Gellert Grindelwald. De plus en plus de sorciers se rassemblent derrière son idéologie alors qu'à la veille de la Seconde Guerre mondiale, le mage noir s'appuie sur cette menace pour exercer son influence et régner sur l'ensemble de la population. L'intrigue du dernier film se clora en 1945, à l'issue de la guerre et de la déchéance de Grindelwald.

### Personnages
J. K. Rowling place au cœur de ses histoires des personnages souvent marginaux, incompris ou en léger décalage avec la société,, et qui entretiennent des liens amicaux improbables du fait de leurs personnalités distinctes.

#### Personnages deHarry Potter
Harry Potter est le héros de l’histoire, qui se situe entre ses 11 et 18 ans. Il est épaulé au cours de ses aventures par Hermione Granger, une jeune sorcière studieuse et réfléchie, et par Ron Weasley, un grand garçon drôle et passionné de quidditch. Guidé par Albus Dumbledore, le vieux sorcier dirigeant l'école, Harry découvre son identité de sorcier, son héritage tragique et la responsabilité qui lui revient de devoir affronter et détruire Lord Voldemort. En parallèle, la nature de la loyauté et des motivations du sombre professeur de potions Severus Rogue, qui montre une antipathie et une animosité particulières envers le héros, est l'une des questions cruciales de la saga.

#### Personnages desAnimaux fantastiques
Norbert Dragonneau est un jeune magizoologiste parcourant le monde à la recherche de créatures magiques à étudier ou secourir. Il fait la rencontre de l'Auror Tina Goldstein, de sa sœur Queenie et du non magicien Jacob Kowalski à New York, peu de temps avant d'être confronté à Gellert Grindelwald. Celui-ci, animé par de sombres intérêts, souhaite faire de l'obscurial Croyance Bellebosse son homme de main. Norbert souhaite protéger le jeune homme et est épaulé par Albus Dumbledore, l'un des jeunes professeurs de Poudlard, afin de ralentir Grindelwald.

### Lieux

#### Lieux deHarry Potter
L'action se déroule principalement au château médiéval de Poudlard localisé dans les « hautes terres » d'Écosse, ainsi qu'aux environs de Londres et dans des villages fictifs de la campagne sud-anglaise (Godric's Hollow, Little Hangleton, Tinworth). L'environnement prend son inspiration des styles Tudor, georgien et victorien, ainsi que de l'univers de Charles Dickens,.

#### Lieux desAnimaux fantastiques
Dans les films, certains lieux réellement existants sont visibles, comme le Woolworth Building qui abrite le MACUSA (Congrès magique des États-Unis), ou encore la place Furstemberg à Paris qui cache un ascenseur menant au ministère français des Affaires Magiques.

#### Lieux dePottermorenon décrits dans les histoires
Pottermore est un ancien site Web proposé par J. K. Rowling autour de l'univers étendu de Harry Potter. Le site fournissait jusqu'en 2019 du contenu additionnel rédigé par l'auteure elle-même. Ces contenus ont ensuite été déplacés en grande partie sur le nouveau site WizardingWorld.com.
Ces contenus additionnels comprennent notamment une description des écoles de magie situées en Afrique, en Amérique et en Asie. Une école africaine nommée Uagadou serait située dans les « Monts de la Lune » ; le château de Castelobruxo dans la forêt vierge brésilienne, tandis que l'école nippone de Mahoutokoro serait située sur l’île volcanique de Minami-Iwo Jima. Toutes ces écoles ont été localisées sur une cartographie, mais la seule à avoir été mentionnée brièvement dans une histoire — dans le film Les Animaux fantastiques en 2016 — est l'école nord-américaine d'Ilvermorny.

##### Ilvermorny
Par le biais de Pottermore, Rowling précise que l'école de magie d'Ilvermorny se trouve sur le mont Greylock, au Nord de New-York dans le Massachusetts, et qu'elle a été fondée au XVIIe siècle. Comme à Poudlard, les élèves y sont répartis dans quatre maisons portant chacune le nom de la créature fantastique préférée de son fondateur : Horned Serpent (« Serpent Cornu »), Wampus Cat (« Womatou »), Thunderbird (« Oiseau-tonnerre ») et Pukwudgie (« Puckwoodgenie »). Lors de leur arrivée à l'école, les nouveaux élèves sont « choisis » par une des quatre statues représentant les quatre animaux fantastiques, puis ils choisissent une baguette magique qu'ils ne devront garder que dans l'enceinte de l'école. Les uniformes des élèves sont bleu et rouge airelle.

### Objets
Les objets magiques communs aux deux sous-univers sont les baguettes magiques et le pendentif des Reliques de la Mort, qui figure à la fois dans le dernier tome de Harry Potter (au cou de Xenophilius Lovegood) et dans Les Animaux fantastiques (au cou de son propriétaire d'origine, Grindelwald). Les personnages des deux histoires utilisent également des portoloins.
Le monde moldu de l'univers de Harry Potter mentionne des objets de la vie courante se rapprochant davantage de notre mode de vie contemporain (voitures, télévisions, téléphones), peu présents dans l'univers des Animaux fantastiques, dont le premier épisode se déroule précisément en 1926. On y aperçoit les premières automobiles, côtoyant encore les chevaux et carrioles.

#### Baguettes magiques

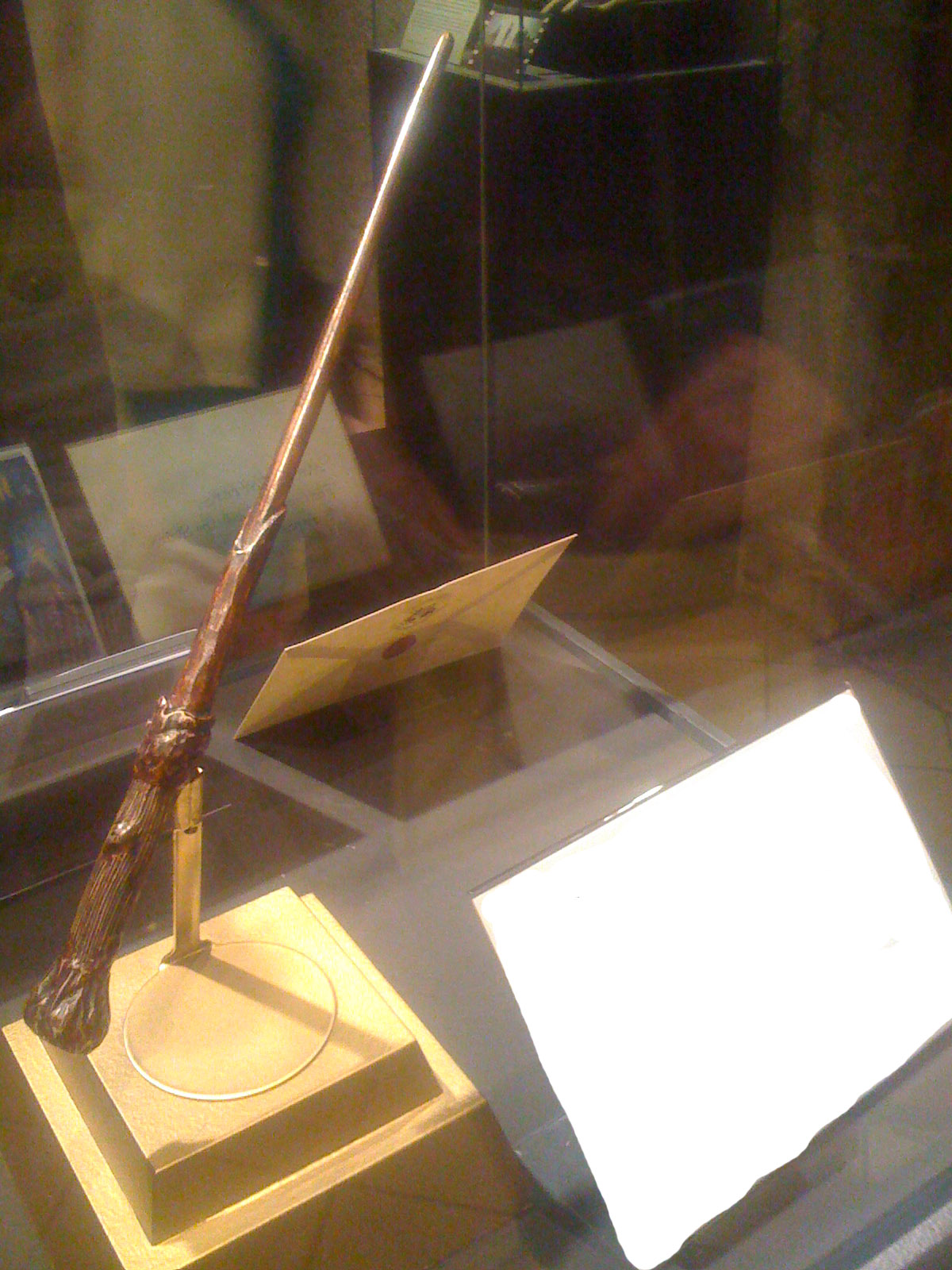
Original de la baguette principale utilisée par Harry Potter dans les films (achetée chez Ollivander dans l'histoire). Exposée au musée des miniatures et décors de cinéma de Lyon.

Une baguette magique est un accessoire de la vie quotidienne d'un sorcier, utilisé pour exécuter des exploits magiques. Communes aux deux histoires du monde des sorciers, les baguettes peuvent être utilisées comme outil ou comme arme. Leur prix chez Ollivander — fabricant de baguettes magiques du Royaume-Uni —, est de sept gallions.
J. K. Rowling ne trouve aucune information au sujet des baguettes magiques à l'époque de l'écriture des premiers romans, et invente donc toutes les propriétés de ses baguettes. Ces propriétés sont présentées notamment par le personnage de Garrick Ollivander dans Harry Potter à l’école des sorciers, lorsque Harry Potter vient faire ses premiers achats sur le chemin de Traverse.
Les baguettes n'ont pas toutes les mêmes spécialités ni les mêmes capacités. Dans l'histoire de Harry Potter, chaque baguette est unique, et c'est elle qui choisit son sorcier. Cependant, selon Ollivander, certaines baguettes peuvent changer d'allégeance lorsqu'un sorcier vainc leur maître.
Un lien peut être établi avec l'alphabet Ogham — auquel une lettre est associée à un arbre — concernant le choix de la composition des baguettes magiques des héros. Ainsi, l'auteure a attribué à Harry Potter une baguette en bois de houx. Le cœur des baguettes est généralement constitué d'éléments magiques très puissants. Par exemple, on sait que les baguettes provenant de la boutique d'Ollivander au Royaume-Uni sont toutes constituées de crins de licorne, de plumes de phénix ou de ventricule de cœur de dragon alors que Gregorovitch, fabricant de baguettes connu dans les pays de l'est, préfère les baguettes contenant des nerfs de cœur de dragon et certainement d'autres éléments. Les baguettes peuvent aussi être fabriquées « selon les désirs du client » : la baguette de Fleur Delacour en bois de rose, de fabricant inconnu, contient un cheveu de sa grand-mère vélane, comme elle le précise dans le quatrième roman Harry Potter.
Dans Les Animaux fantastiques, les baguettes apparaissent plus sophistiquées et reflètent le style de l'époque décrite (début du XXe siècle) ou les matériaux présents près du lieu de fabrication. Les artistes et accessoiristes des films ont imaginé comment les autres fabricants du monde de J. K. Rowling adapteraient leurs méthodes et matériaux pour leurs baguettes. Ainsi, Cosme Acajor, fabricant fictif parisien dont la vitrine est brièvement aperçue dans le deuxième film, proposerait notamment des baguettes en bois de vigne, d'orme ou de sureau,. Dans Les Animaux fantastiques, les baguettes peuvent être ornées de gravures, de pierres précieuses, voire d'une griffe de dragon (comme celle de Nicolas Flamel).
La plus puissante baguette qui existe est la baguette de sureau ou « bâton de la Mort », qui a « éclaboussé de sang les pages de l'histoire de la magie » à cause de la fâcheuse habitude des voleurs de tuer l'ancien propriétaire pour se l'approprier.
Dans Harry Potter, le sortilège du Prior Incanto permet uniquement de révéler le dernier sort jeté avec une baguette magique. En revanche, quand deux baguettes magiques possédant un composant originaire d'une même source sont opposées en duel, l'une des baguettes obligera l'autre à régurgiter un à un, sous forme d'images fantomatiques, les sortilèges qu'elle a jetés. C'est le Priori Incantatum, la remontée des sortilèges.

#### Reliques de la Mort

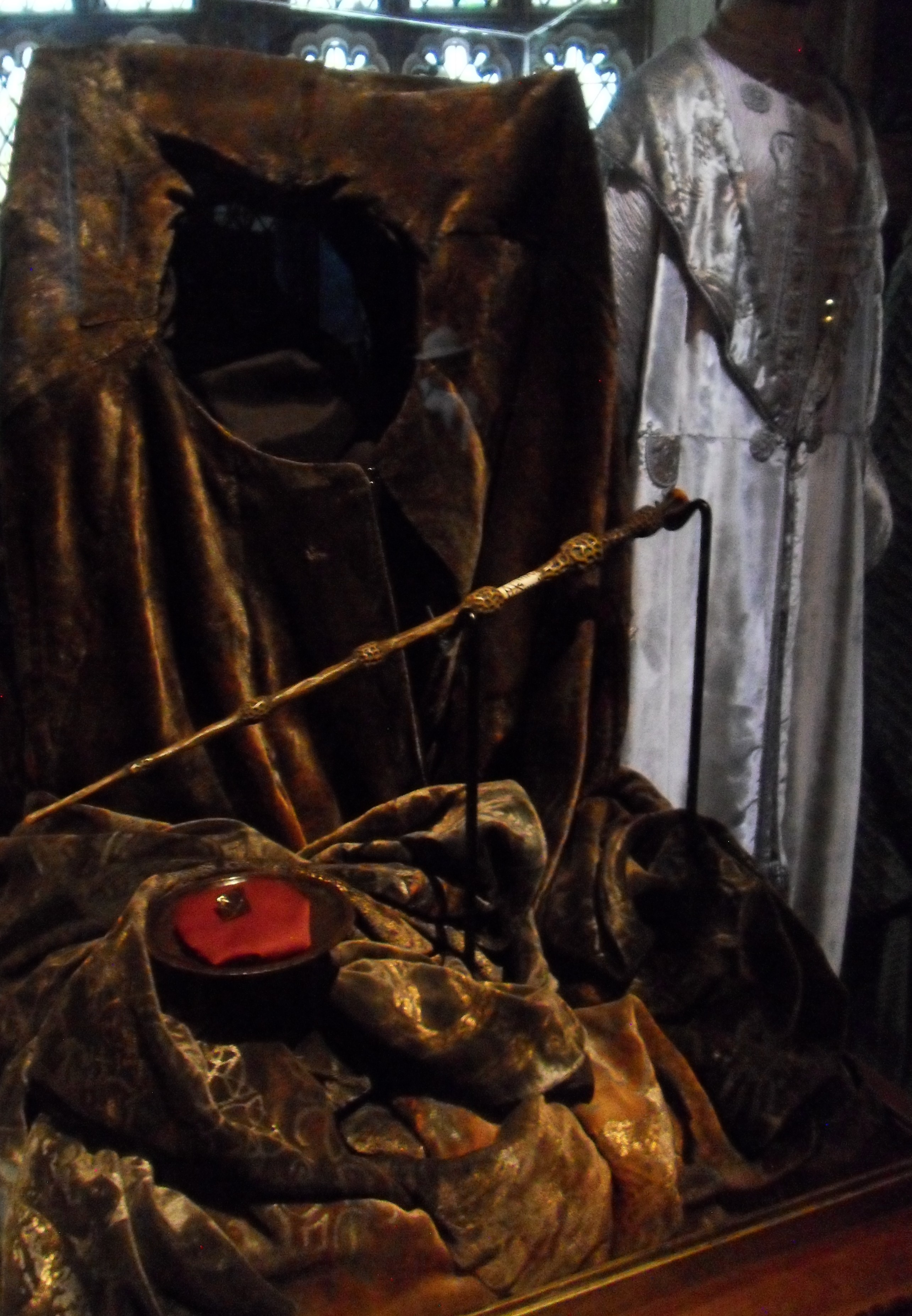
Les trois reliques de la Mort, exposées à Saint-Denis.

Les reliques de la Mort sont trois objets légendaires apparaissant dans le septième roman de Harry Potter. Leur symbole apparaît également dans le film Les Animaux fantastiques, sur le pendentif de Gellert Grindelwald, qui recherchait ces objets au début du XXe siècle avec Albus Dumbledore. Ces trois reliques sont la baguette de sureau, la pierre de résurrection et la cape d'invisibilité.

#### Portoloins
Un portoloin (portkey en anglais) est un objet ensorcelé d'apparence quelconque — afin de ne pas attirer l'attention des Moldus — pouvant transporter une ou plusieurs personnes à un endroit et une heure fixés d'avance.
Dans Harry Potter, les sorciers peuvent transformer un objet en portoloin en utilisant le sortilège portus, sur autorisation de l'Office des Portoloins, qui fait partie du Département des transports magiques du Ministère de la Magie britannique. Voir Portoloin dans Harry Potter.
En 2017, Warner Bros. Interactive Entertainment choisit de donner ce nom à son label de jeux vidéo adaptés de l'univers de Harry Potter : « Portkey Games ».

#### Autres objets
Certains objets magiques sont actuellement spécifiques à l'histoire de Harry Potter. C'est le cas par exemple du Choixpeau magique, qui répartit les élèves dans les maisons de Poudlard, des horcruxes du mage noir Voldemort, du retourneur de temps utilisé par Hermione Granger, de la cape d'invisibilité de Harry Potter ou encore de la carte du maraudeur créée par les sorciers James Potter, Sirius Black, Remus Lupin et Peter Pettigrow.
Les objets magiques les plus caractéristiques des Animaux fantastiques sont probablement la valise de Norbert Dragonneau, le rolodex magique et la fiole de Grindelwald.

### Créatures
Certaines créatures sont communes aux deux histoires, comme le sombral (cheval ailé squelettique), le phénix ou les elfes de maison. Néanmoins, certaines apparaissent bien davantage, et peuvent même avoir un rôle déterminant dans l'une ou l'autre de ces histoires.
| Dans Harry Potter : - Basilic (serpent géant) - Détraqueur (créature flottante et cagoulée) - Elfe de maison (petit elfe aux grandes oreilles) - Épouvantard (d'aspect indéterminé) - Hippogriffe (mi-griffon, mi-cheval) - Loup-garou (homme se transformant en loup) | Dans Les Animaux fantastiques : - Botruc (semblable à une brindille) - Démonzémerveille (papillon géant aux ailes squelettiques) - Niffleur (semblable à l'ornithorynque) - Occamy (sorte d'oiseau au corps serpentin) - Oiseau-tonnerre (proche du phénix) - Qilin (semblable au cerf) - Zouwu (grand chat à queue plumée) |

### Sortilèges
De nombreux sortilèges sont utilisés par les personnages de J. K. Rowling, notamment les sortilèges de désarmement (caractéristique de Harry Potter, permettant même à ses adversaires de l'identifier), d'attraction, de déverrouillage, ou encore d'amnésie (régulièrement mentionné dans Les Animaux fantastiques). À l'école de magie de Poudlard, en Écosse, un professeur de défense contre les forces du Mal (Severus Rogue) enseigne aux élèves, à partir de leur sixième année, à utiliser les sortilèges de manière informulée.
Dans Harry Potter, le ministère de la Magie britannique interdit strictement l'utilisation de trois sortilèges dits « impardonnables », qui sont les sortilèges de mort (Avada Kedavra), de soumission (Impero) et de torture (Endoloris).

## Franchise

### Identité visuelle
Le premier logotype de la franchise, visible entre 2016 et 2017 notamment sur les couvertures arrières des ouvrages sur le sujet ainsi que sur les rééditions de Harry Potter, est un simple logo en noir et blanc où les noms « J. K. Rowling » et « Monde des sorciers » apparaissent autour des initiales « WW » (pour Wizarding World).
À partir de mars 2018, un nouveau logo conçu par Pentagram apparaît sur les diverses publications, rééditions et produits dérivés. Le nom de J. K. Rowling n'y figure plus, remplacé par un livre ouvert (reflétant les « origines littéraires »). Les pages du livre sont symbolisées par neuf baguettes magiques — celles des principaux sorciers de Harry Potter et des Animaux fantastiques. La baguette de sureau (appartenant à Albus Dumbledore à partir de 1945) est représentée à la verticale au centre du livre, et celles des deux antagonistes (Voldemort et Grindelwald) aux deux extrémités.
En octobre 2024, la franchise abandonne le nom de « Monde des sorciers » (ainsi que son logo) pour être renommée simplement « Harry Potter »,.

Logo en 2016 et 2017.
Logo entre 2018 et 2024.

### Cinéma et théâtre

#### Films

##### FilmsHarry Potter
| Film                                              | Date de sortie   | Réalisateur    | Scénariste         | Producteur(s)                                  |
| ------------------------------------------------- | ---------------- | -------------- | ------------------ | ---------------------------------------------- |
| Harry Potter à l'école des sorciers               | 16 novembre 2001 | Chris Columbus | Steve Kloves       | David Heyman                                   |
| Harry Potter et la Chambre des secrets            | 14 novembre 2002 | Chris Columbus | Steve Kloves       | David Heyman                                   |
| Harry Potter et le Prisonnier d'Azkaban           | 31 mai 2004      | Alfonso Cuarón | Steve Kloves       | David Heyman, Chris Columbus et Mark Radcliffe |
| Harry Potter et la Coupe de feu                   | 18 novembre 2005 | Mike Newell    | Steve Kloves       | David Heyman                                   |
| Harry Potter et l'Ordre du Phénix                 | 11 juillet 2007  | David Yates    | Michael Goldenberg | David Heyman et David Barron                   |
| Harry Potter et le Prince de sang-mêlé            | 15 juillet 2009  | David Yates    | Steve Kloves       | David Heyman et David Barron                   |
| Harry Potter et les Reliques de la Mort, partie 1 | 19 novembre 2010 | David Yates    | Steve Kloves       | David Heyman, David Barron et J. K. Rowling    |
| Harry Potter et les Reliques de la Mort, partie 2 | 15 juillet 2011  | David Yates    | Steve Kloves       | David Heyman, David Barron et J. K. Rowling    |

##### FilmsLes Animaux fantastiques
| Film                      | Date de sortie   | Réalisateur | Scénariste                  | Producteur(s)                                              |
| ------------------------- | ---------------- | ----------- | --------------------------- | ---------------------------------------------------------- |
| Les Animaux fantastiques  | 16 novembre 2016 | David Yates | J. K. Rowling               | David Heyman, J. K. Rowling, Steve Kloves et Lionel Wigram |
| Les Crimes de Grindelwald | 14 novembre 2018 | David Yates | J. K. Rowling               | David Heyman, J. K. Rowling, Steve Kloves et Lionel Wigram |
| Les Secrets de Dumbledore | 13 avril 2022    | David Yates | J. K. Rowling, Steve Kloves | David Heyman, J. K. Rowling, Steve Kloves et Lionel Wigram |

##### Accueil de la franchise cinématographique

###### Box-office
| Rang | Titre                                                | Réalisateur    | Année | Mondial         | France       |
| ---- | ---------------------------------------------------- | -------------- | ----- | --------------- | ------------ |
| 18   | Harry Potter et les Reliques de la Mort, partie 2    | David Yates    | 2011  | 1 342 359 942 $ | 67 311 500 $ |
| 50   | Harry Potter à l'école des sorciers                  | Chris Columbus | 2001  | 1 024 042 690 $ | 48 137 835 $ |
| 55   | Harry Potter et les Reliques de la Mort, partie 1    | David Yates    | 2010  | 977 070 383 $   | 51 104 397 $ |
| 64   | Harry Potter et l'Ordre du Phénix                    | David Yates    | 2007  | 942 278 045 $   | 51 829 614 $ |
| 67   | Harry Potter et le Prince de sang-mêlé               | David Yates    | 2009  | 934 519 387 $   | 54 158 946 $ |
| 70   | Harry Potter et la Chambre des secrets               | Chris Columbus | 2002  | 925 958 195 $   | 53 140 768 $ |
| 74   | Harry Potter et la Coupe de feu                      | Mike Newell    | 2005  | 896 815 310 $   | 50 780 955 $ |
| 99   | Les Animaux fantastiques                             | David Yates    | 2016  | 814 044 001 $   | 29 146 248 $ |
| 102  | Harry Potter et le Prisonnier d'Azkaban              | Alfonso Cuarón | 2004  | 797 858 331 $   | 46 969 203 $ |
| 159  | Les Animaux fantastiques : Les Crimes de Grindelwald | David Yates    | 2018  | 654 855 901 $   | 34 200 000 $ |
| 338  | Les Animaux fantastiques : Les Secrets de Dumbledore | David Yates    | 2022  | 407 150 844 $   | 20 529 528 $ |

Note : les rangs ont été mis à jour en septembre 2023.

#### Pièce de théâtre
En 2016, J. K. Rowling associe son nom à un projet de pièce de théâtre autour de Harry Potter, acceptant de discuter des bases d'un script avec le dramaturge Jack Thorne et le metteur en scène John Tiffany, mais refusant d'en être elle-même rédactrice,.
La pièce en deux parties, intitulée Harry Potter et l'Enfant maudit, est jouée le 30 juillet 2016 au Palace Theatre de Londres.
Contrairement à la série de Rowling, le script de Jack Thorne relate principalement les aventures du cadet des enfants de Harry Potter après l'épilogue des Reliques de la Mort.
Pour Rowling, la pièce « devrait être considérée comme canon » du fait qu'elle a participé à son développement. Elle précise cependant, pour répondre aux fans au sujet d'un éventuel « huitième livre » que, s'agissant d'un « script », celui-ci n'est pas à considérer comme un « roman » Harry Potter.

#### Distribution et personnages récurrents
| Personnage                       | Films Harry Potter (2001–2011)                                                            | Films Les Animaux fantastiques (2016–en cours) | Pièce de théâtre Harry Potter et l'Enfant maudit | Pièce de théâtre Harry Potter et l'Enfant maudit |
| Personnage                       | Films Harry Potter (2001–2011)                                                            | Films Les Animaux fantastiques (2016–en cours) | Théâtre du West End (2016)                       | Théâtre de Broadway (2018)                       |
| -------------------------------- | ----------------------------------------------------------------------------------------- | ---------------------------------------------- | ------------------------------------------------ | ------------------------------------------------ |
| Norbert Dragonneau               | Apparition sur la carte du Maraudeur                                                      | Eddie Redmayne Joshua Shea (adolescent)        |                                                  |                                                  |
| Albus Dumbledore                 | Richard Harris Michael Gambon                                                             | Jude Law                                       | Barry McCarthy                                   | Edward James Hyland                              |
| Albus Dumbledore                 | Toby Regbo (adolescent)                                                                   |                                                | Barry McCarthy                                   | Edward James Hyland                              |
| Hermione Granger                 | Emma Watson                                                                               |                                                | Noma Dumezweni,                                  | Noma Dumezweni,                                  |
| Gellert Grindelwald              | Michael Byrne                                                                             | Johnny Depp                                    |                                                  |                                                  |
| Gellert Grindelwald              | Jamie Campbell Bower (adolescent)                                                         |                                                |                                                  |                                                  |
| Rubeus Hagrid                    | Robbie Coltrane                                                                           |                                                | Chris Jarman                                     | Brian Abraham                                    |
| Drago Malefoy                    | Tom Felton                                                                                |                                                | Alex Price,                                      | Alex Price,                                      |
| Scorpius Malefoy                 | Bertie Gilbert (épilogue)                                                                 |                                                | Anthony Boyle,                                   | Anthony Boyle,                                   |
| Minerva McGonagall               | Maggie Smith                                                                              | Fiona Glascott                                 | Sandy McDade                                     | Geraldine Hughes                                 |
| Albus Potter                     | Arthur Bowen (épilogue)                                                                   |                                                | Sam Clemmett,                                    | Sam Clemmett,                                    |
| Harry Potter                     | Daniel Radcliffe                                                                          |                                                | Jamie Parker,                                    | Jamie Parker,                                    |
| Severus Rogue                    | Alan Rickman Alec Hopkins (adolescent) Benedict Clarke (enfant)                           |                                                | Paul Bentall                                     | Byron Jennings                                   |
| Lord Voldemort Tom Elvis Jedusor | Ralph Fiennes Christian Coulson / Frank Dillane (adolescent) Hero Fiennes-Tiffin (enfant) |                                                | Paul Bentall                                     | Byron Jennings                                   |
| Ginny Weasley                    | Bonnie Wright                                                                             |                                                | Poppy Miller,                                    | Poppy Miller,                                    |
| Ron Weasley                      | Rupert Grint                                                                              |                                                | Paul Thornley,                                   | Paul Thornley,                                   |

### Série télévisée
Le 12 avril 2023, à l'occasion de la présentation de sa nouvelle plateforme de streaming Max, Warner Bros. Discovery officialise l'adaptation en série télévisée des romans Harry Potter, au rythme d'une saison par roman. Le casting sera entièrement remanié.

### Parc d'attractions
The Wizarding World of Harry Potter est le nom de zones thématiques liées à Harry Potter, situées dans plusieurs parcs Universal. La première zone présentée sous ce nom ouvre en 2010 à Universal's Islands of Adventure près d'Orlando, en Floride. Depuis, d'autres parcs ont ouvert au Japon (2014), en Californie (2016) et en Chine (2021).

### Jeux vidéo
La série de jeux principale, reprenant les intrigues des romans et films Harry Potter, est sortie entre 2001 et 2011, et comprend huit épisodes (le septième jeu étant, à l'instar du dernier film, coupé en deux parties). Deux séries Lego ont été éditées sur le thème, également entre 2001 et 2011, ainsi que plusieurs jeux sur mobile, dont le jeu d'objets cachés Les Animaux Fantastiques : Enquêtes dans le monde des sorciers (2016-2020),, Secret à Poudlard (Hogwarts Mystery) depuis 2018 et Wizards Unite (2019-2022). Le jeu en réalité virtuelle Fantastic Beasts VR Experience, sorti en 2018, permet à un joueur ou une joueuse de s’immerger dans la valise de Norbert Dragonneau grâce à un casque de réalité virtuelle, et d'interagir avec ses créatures.
Warner Bros. Interactive Entertainment fonde en 2017 le label Portkey Games (portkey signifiant « portoloin »), dédié à la création de jeux vidéo liés à l’univers de J. K. Rowling,. Secret à Poudlard et Wizards Unite ont été édités sous ce label.
Depuis 2017, Avalanche Software et Portkey Games développent un jeu de rôle (RPG) basé sur le monde des sorciers, Hogwarts Legacy : L'Héritage de Poudlard, dont l'intrigue se situe dans le Poudlard des années 1800. Sa sortie est prévue à la fin de l’année 2022 sur PC, PlayStation 4, PlayStation 5, Xbox One et Xbox Series X/S,.

### Musique
Hedwig's Theme est le thème musical principal des films Harry Potter (brièvement réentendu dans Les Animaux fantastiques). Il a été composé en 2001 par John Williams. Le thème a par la suite laissé son empreinte sur toutes des bandes originales composées pour le monde des sorciers de J. K. Rowling.
Williams a composé la musique des trois premiers épisodes de la franchise,,, avant d'être remplacé par Patrick Doyle pour le quatrième. Nicholas Hooper a pris la relève pour les cinquième et sixième épisodes,, et Alexandre Desplat a clos la saga Harry Potter en composant la musique des deux parties de Harry Potter et les Reliques de la Mort,.
Pour la série Les Animaux fantastiques, David Yates a fait appel au compositeur américain James Newton Howard, qui selon Filmtracks a établi une voix unique dans le milieu musical du cinéma fantastique. Pour Les Animaux fantastiques, le compositeur développe son propre style en émulant les thèmes et les manières de John Williams, qui se sont imposés selon lui comme une signature musicale de la franchise,.
Une bande originale pour la pièce de théâtre Harry Potter et l'Enfant maudit (2016) a été composée par la Britannique Imogen Heap et éditée en novembre 2018 par Sony Music Masterworks. La plupart des thèmes musicaux des jeux vidéo ont quant à eux été composés par Jeremy Soule, reconnu pour ses thèmes oniriques et épiques sur des jeux comme Neverwinter Nights, Skyrim ou Dungeon Siege.

### Sources
- Cet article est partiellement ou en totalité issu de l'article intitulé « Lieux dans l'univers magique de J. K. Rowling » (voir la liste des auteurs).

- Cet article est partiellement ou en totalité issu de l'article intitulé « Univers de Harry Potter » (voir la liste des auteurs).